# Spielzeuginstrument

Spielzeugklavier der Firma Goldon

Spielzeuginstrumente sind einfachste Musikinstrumente oder instrumentenähnliche Nachbildungen, die für das Spiel von Kindern gedacht sind. Die Übergänge zwischen Klänge oder Geräusche hervorbringenden Spielzeugen und solchen ohne Tonproduktion sind fließend.
Sie sind also etwas anderes als Kinderinstrumente, die wirklichen Musikinstrumenten entsprechen und nur kleinere Abmessungen haben, damit Kinder sie einfacher spielen können (z. B. kleinere Streichinstrumente, Klaviere mit schmaleren Tasten), oder einfacher ausgestattet sind, um hohe Anschaffungskosten für ein erstes Instrument zu vermeiden.

## Geschichte
Die Anfänge der Spielzeuginstrumente reichen wahrscheinlich ebensoweit in die Vergangenheit zurück wie die der Spielzeuge überhaupt. Bereits in einem 2800 Jahre alten bronzezeitlichen Kindergrab wurde eine Tonrassel gefunden.
Im 18. Jahrhundert war das Berchtesgadener Land bekannt für seine klingenden Spielzeuge, als eine Ausprägungsform der Berchtesgadener War. In diesem geographischen Zusammenhang entstand auch um 1770 die Edmund Angerer zugeschriebene Kindersinfonie, mit der Spielzeuginstrumente erstmals Berücksichtigung in der Kunstmusik fanden.
Um 1800 hatte ein Nürnberger Händler Spielzeuginstrumente in seinem Sortiment, wie aus Abbildungen auf Katalogtafeln hervorgeht.
John Cage schrieb 1948 mit seiner Suite for Toy Piano eine weitere bekannte Komposition für ein Spielzeuginstrument. Bernd Wiesemann war ein bekannterer deutscher Komponist, der häufig das Spielzeugklavier einsetzt. Weitere Komponisten wie Peter Gahn, Peter Köszeghy, Karlheinz Essl und Musikerinnen wie Isabel Ettenauer trugen seitdem zur Erweiterung des Repertoires für dieses Instrument bei.

## Beispiele von Spielzeuginstrumenten
Die meisten Spielzeuginstrumente lassen sich grob in zwei Kategorien einteilen: Instrumentenähnliche Nachbildungen realer Instrumente einerseits und „eigenständige“ Spielzeuginstrumente andererseits. Bei Letzteren ist der Übergang zu herkömmlichen Musikinstrumenten fließend. Insbesondere sind viele Lärminstrumente auch von Kindern sehr einfach zu spielen und finden oft als Spielzeuginstrumente Anwendung.

## Nachbildungen von Musikinstrumenten
- Spielzeug-Trommel
- Kinderklavier
- Spielzeug-Gitarre
- Spielzeug-Glockenspiel
- Spielzeug-Xylophon
- Spielzeug-Schlagzeug

## „Eigenständige“ Spielzeuginstrumente
Viele Lärminstrumente werden aufgrund ihrer geringen Größe, der leicht erlernbaren Spielweise und des oft günstigen Preises als Spielzeuginstrumente eingesetzt. Sie sind im Gegensatz zu den Nachbildungen von Musikinstrumenten ursprünglich nicht für den Einsatz als Spielzeug konzipiert worden und werden überwiegend anderweitig eingesetzt, wie z. B. Trillerpfeifen oder Vuvuzelas auf Sportveranstaltungen oder Demonstrationen. Der Blockflötenkopf – normalerweise logischerweise Bestandteil einer kompletten Blockflöte – wird auch gerne als Spielzeuginstrument benutzt.
Weiterhin werden Rhythmusinstrumente, vor allem Rasseln, als Spielzeuginstrumente verwendet. Hier sind Maracas recht beliebt; deren leisere Variante sind Eggshaker. Aber auch Schellenringe, unterschiedliche Arten von Trommeln (z. B. die Snare Drum oder das brasilianische Tamborim), Claves und viele andere eignen sich als Spielzeuginstrumente für Kinder.
Sonstige:
- Musikkreisel
- Musikalische Kaffeemühle
- Spieluhr
- Hohner Clarina
- Triola

Ferner werden im Handel auch zahllose Klangspielzeuge minderwertiger Qualität angeboten und als „Musikinstrumente“ bezeichnet.

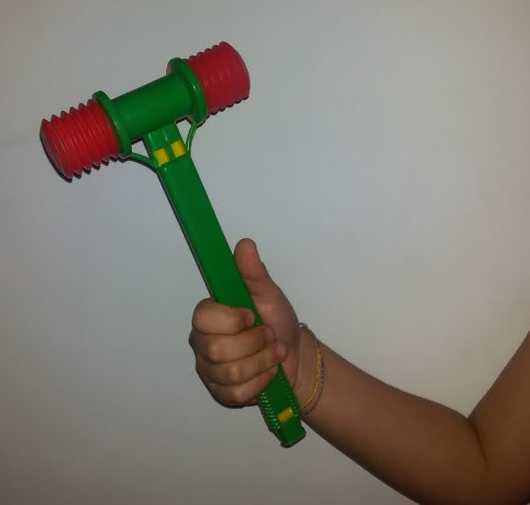
Kunststoffhammer mit Trillerpfeife

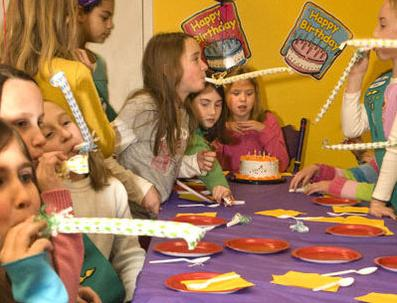
Benutzung von Luftrüsseln bei einer Geburtstagsfeier

## Kritik
Verbraucherschützer und Hörakustiker bemängeln, dass manche Spielzeuginstrumente eine hörschädigende Lautstärke von über 95 Dezibel entfalten. Plastikrasseln oder Handtrommeln für Kinder können nah am Ohr 100 dB(A) erreichen, kleine Trompeten gar 125 dB(A). Bereits ab 85 Dezibel können Hörverlust und Tinnitus auftreten. Problematisch sei dies insbesondere deswegen, weil Kinder oft über längere Zeit mit diesem Spielzeug spielen und dabei nicht den in der Prüfnorm für Kinderspielzeug DIN EN 71-1 vorgesehenen Abstand von 50 cm vom Ohr einhalten.
Beim Spielen mit sehr lauten Spielzeuginstrumenten ist daher die Verwendung eines einfachen Kapselgehörschutzes oder von Ohrenstöpseln zu erwägen.